# Décret impérial sur les sépultures
Le décret impérial sur les sépultures est un décret promulgué le 12 juin 1804 (23 prairial an XII) par Napoléon Bonaparte à Saint-Cloud, qui rassemble dans un seul corpus toutes les règles précédentes sur les cimetières.

## Contenu
Le décret établit notamment que :
- les tombes doivent être mises en dehors de la muraille de la ville ;
- les tombes doivent être égales pour éviter les discriminations entre les défunts ;
- sur les tombes des défunts illustres on peut faire sculpter une épitaphe ;
- l'inhumation doit avoir lieu dans des fosses séparées[1] ;
- des concessions peuvent être acquises par les familles.

Donc ce décret a deux motivations : une hygiénique-sanitaire, l'autre de genre idéologique-politique.

## Royaume d'Italie
Ce décret fut étendu au royaume d'Italie par l'Editto « Della Polizia Medica » signé à Saint-Cloud le 5 septembre 1806.
Ugo Foscolo, un écrivain italien, élève une contestation contre ce décret dans son œuvre Dei Sepolcri (it).